# Assemblée générale de l'Union astronomique internationale de 2012
28e assemblée générale de l'Union astronomique internationale
La 28e assemblée générale de l'Union astronomique internationale s'est tenue du 20 au 31 août 2012 à Pékin, capitale de la république populaire de Chine.

## Résolutions
Elle est connue notamment pour avoir redéfini l'unité astronomique de longueur (l'« unité astronomique ») comme valant une valeur fixée à 149 597 870 700 mètres.